# Anselm Casimir Wambolt von Umstadt

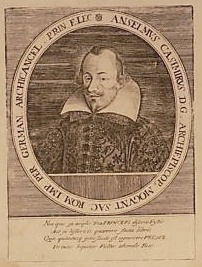
Erzbischof Anselm Casimir

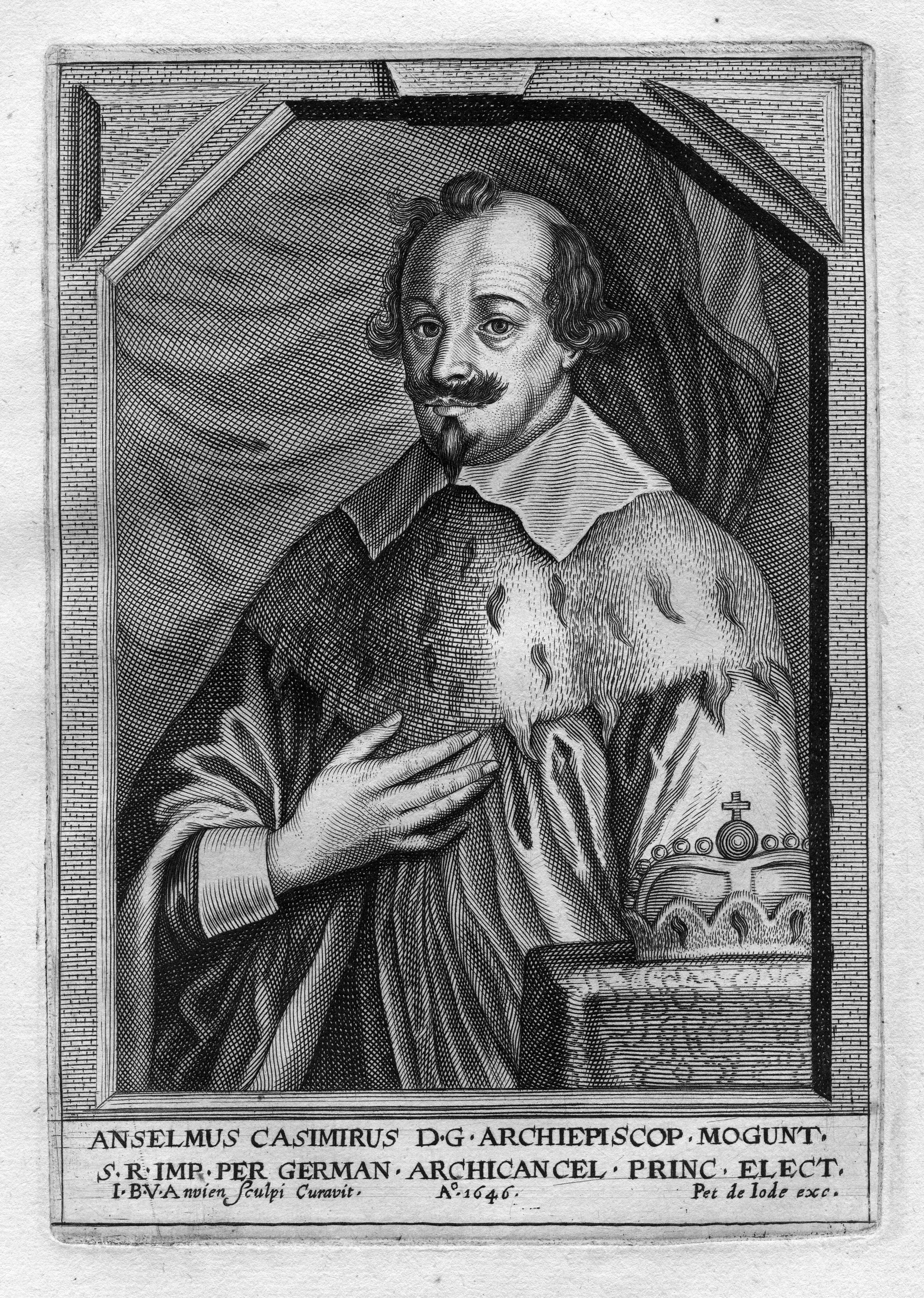
Anselmus Casimirus

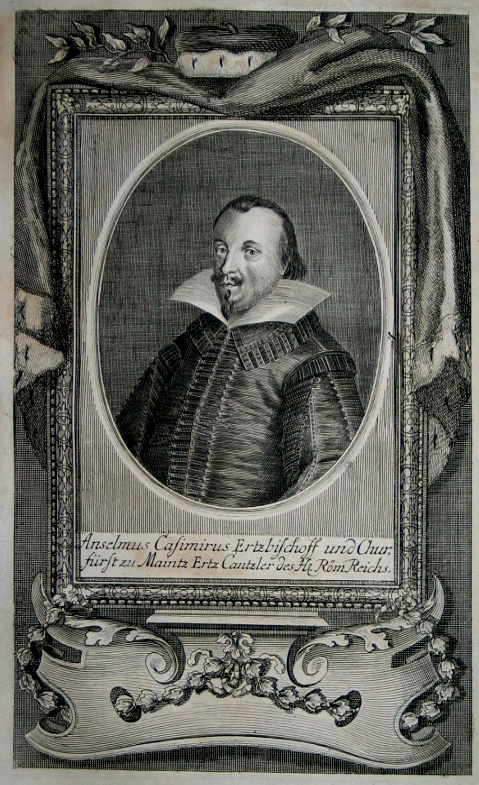
„Anselmus Casimirus Ertzbischoff und Churfürst zu Maintz Ertz Cantzler des Hl. Röm Reichs“ aus den Annales Ferdinandei, 1721–1726, des Franz Christoph von Khevenhüller

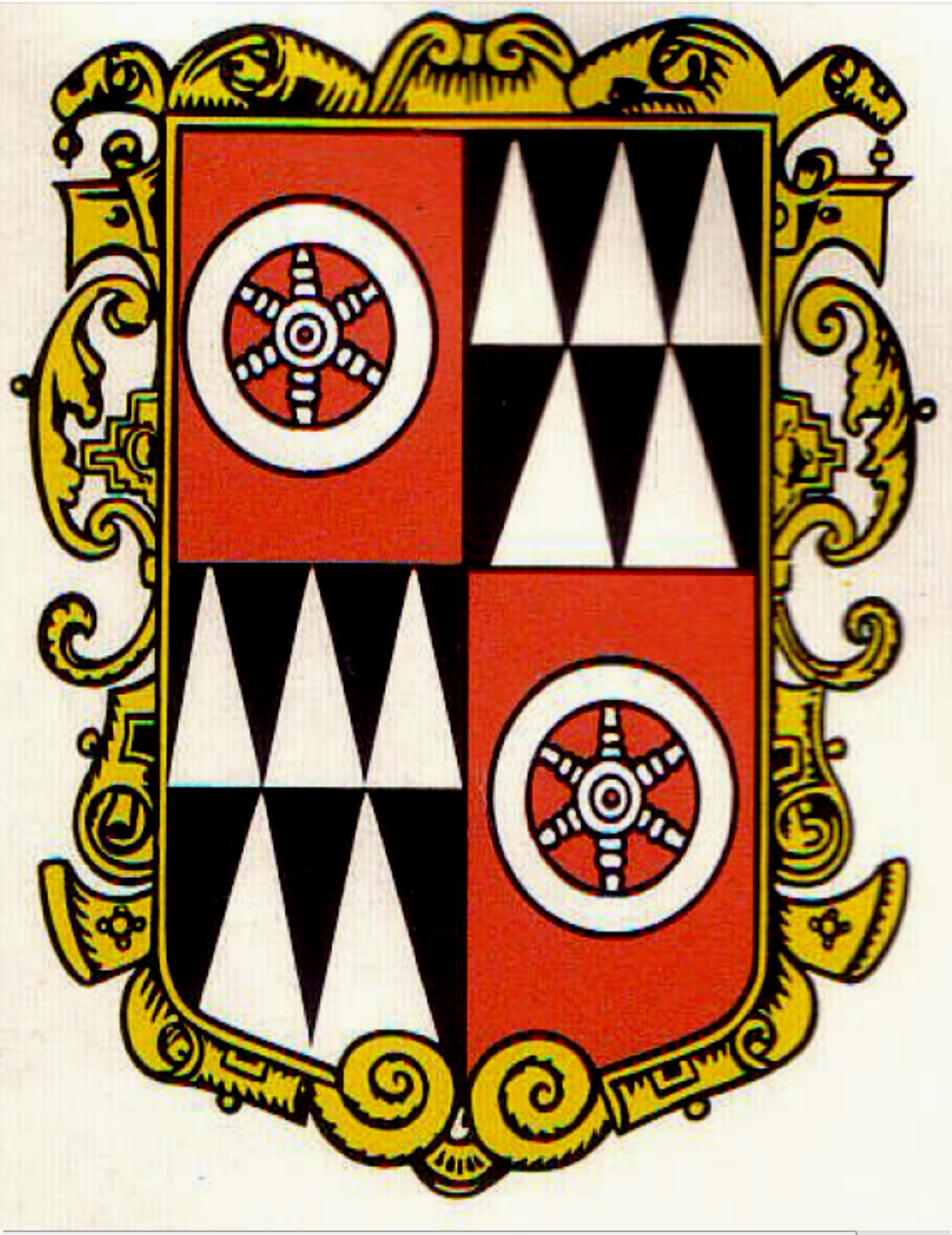
Wappen des Erzbischofs von Mainz

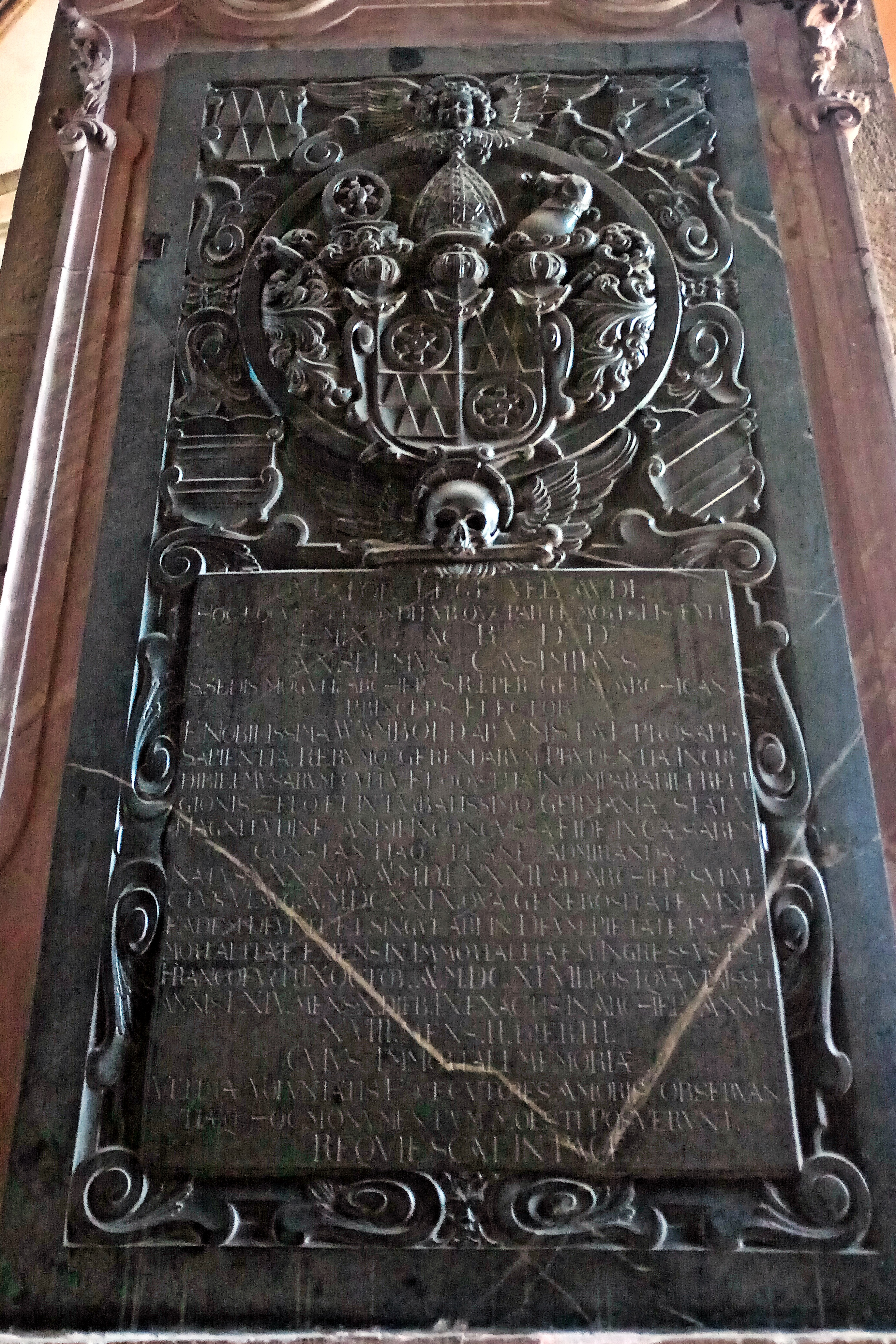
Epitaph im Mainzer Dom

Anselm Casimir Wambolt von Umstadt (* 30. November 1582 in Speyer; † 9. Oktober 1647 in Frankfurt am Main) war von 1629 bis zu seinem Tode Erzbischof und somit auch Kurfürst von Mainz.

## Leben
Seine Eltern waren Eberhard Wambolt von Umstadt und Anna von Reiffenberg († 13. November 1583, Grabmal in der Laurentiuskirche in Weinheim an der Bergstraße). Anselm Casimir Wambolt von Umstadt wurde wahrscheinlich in Speyer geboren. Seine schulische Ausbildung erhielt er bei Jesuiten in Speyer oder Prag.
1596 wurde er ins Mainzer Domkapitel aufgenommen und begann seine erste Residenz in Mainz. 1596–1597 studierte er als Alumne des Collegium Germanicum in Rom, 1597–1599 in Würzburg. 1599 begann er ein dreijähriges Philosophie- und Theologiestudium in Rom. 1604 kehrte er nach Mainz zurück. Dort wurde er am 22. Mai 1605 zum Diakon geweiht. Danach folgte ein zweijähriges Jurastudium in Padua. Im Juni 1608 wurde er von Erzbischof Johann Schweikhard von Cronberg in den Hofrat berufen, im Januar des Jahres 1609 zum Hofratspräsidenten. Dieses Amt behielt er bis 1618. 1610 wurde er durch erzbischöfliche Provision in das Mainzer Ritterstift St. Alban aufgenommen.
Der Erzbischof schickte Wambolt von Umstadt mehrmals für die Katholische Liga oder als Erzkanzler nach Salzburg (1609), 1610 zur Rekatholisierung ins Eichsfeld, zum Kurfürstentag nach Nürnberg (1611), 1612 nach Prag, 1613 nach Fulda. Dadurch gewann er wohl viel Vertrauen und Lob im Domkapitel, das ihn 1619 zum Amtmann von Mombach wählte. Dieses Amt hatte er bis 1629 inne. 1629 folgte die Wahl zum Domscholaster.
Weiterhin war er mehrfach zwischen 1620 und 1624 und erneut im Jahre 1627 in Abwesenheit des Erzbischofs dessen Statthalter und 1621 weltlicher Kommissar für den Kriegsfall. Von 1620 bis 1622 war er Rektor der Mainzer Universität. Seiner Karriere stand allerdings zuletzt ein gespanntes Verhältnis mit dem Erzbischof im Wege, und ab 1626 war er nicht mehr im Hofdienst.
Am 6. Juli 1629 verstarb der Erzbischof und Wambolt von Umstadt gewann die Wahl am 6. August. Seine Wahl galt als Niederlage der habsburgisch-kaiserlichen Bemühungen um das Amt. Die römische Kurie bestätigte die Wahl am 28. Januar 1630 und verlieh am 18. Februar 1630 dem neuen Erzbischof das Pallium.
Der nächste politische Schritt Wambolts folgte auf dem Regensburger Kurfürstentag von 1630. Anselm Wambolt von Umstadt, der stark unter dem Einfluss des Dompropstes und Hofratspräsidenten Johann Reinhard von Metternich stand, wechselte auf einen klar prokaiserlichen Kurs in der Reichspolitik.
Nach dem Sieg über Tilly bei Breitenfeld rückte König Gustav Adolf gegen Mainz, das er an Weihnachten 1631 besetzte, doch Wambolt von Umstadt war schon mit einem Großteil des Adels und des hohen Klerus nach Köln geflohen.  Erst nach der Rückeroberung der Stadt und dem Abzug der 3.000 Mann starken schwedischen Besatzung im Dezember 1635 konnte er am 22. Juni 1636 wieder nach Mainz zurückkehren. Nach Erhalt der Priester- und Bischofsweihe im selben Jahr krönte er am 22. Dezember 1636 in Regensburg den zum römisch-deutschen König gewählten Ferdinand III.
In seinem Erzstift setzte er, soweit dies die Wirren des Krieges ermöglichten, eine äußerst strenge konfessionspolitische Linie durch. Die protestantischen Neubürger, die sich während der Schwedenbesetzung in Mainz niedergelassen hatten, wurden zur Annahme des katholischen Glaubens gezwungen.
Reichspolitisch zeigte er ebenfalls Kompromisslosigkeit. Er wurde einer der eifrigsten Verfechter der katholisch-habsburgischen Positionen beim Ringen um den Frieden. Sein Festhalten an der habsburgisch-spanischen Sichtweise trug dazu bei, dass sich ein schnelles Zusammenkommen des Westfälischen Friedens verzögerte. Bevor 1644 französische Truppen Mainz einnahmen, floh Wambolt von Umstadt erneut, diesmal nach Frankfurt. Obwohl er schon 1647 mit den Franzosen einen Friedens- und Neutralitätsvertrag schloss, konnte er seine Residenzstadt nicht mehr betreten.
Er verstarb am 9. Oktober 1647 in Frankfurt am Main.
Der wohl hochbegabte, wegen seiner außerordentlichem rhetorischen Begabung ehrfurchtsvoll Cicero germanicus genannte Anselm Wambolt von Umstadt war auch als trinkfest bekannt und offenbar recht geschäftstüchtig. Er konnte während seines Episkopats in der Religions- und Reichspolitik, trotz seiner genannten Fähigkeiten, nur recht wenig durchsetzen.